# Hans Grünhut
Hans Grünhut (* 15. Februar 1902 in Wien; † 16. Juli  1979 in Amsterdam) war ein österreichisch-niederländischer Sänger.

## Leben
Grünhut war Anfang der 1930er-Jahre Bandvokalist des Jazzorchesters von Charly Gaudriot, das den Sänger bei Plattenaufnahmen für Odeon begleitete. Dabei entstanden eine Reihe von Schlagern, z. T. aus bekannten Tonfilmen wie Ich setz' mir eine rosenrote Brille auf (aus Ein süßes Geheimnis, Regie Frederic Zelnik) und das durch Renate Müller bekannte Lied Wie sag ich’s meinem Mann (aus dem gleichnamigen Tonfilm von Reinhold Schünzel).
1932 zog Grünhut nach Amsterdam, wo er in den folgenden Jahren in verschiedenen Operetten auftrat. Er arbeitete u. a. in dem Nederlandse Operastichting mit Willy Caron, Marco Bakker, Cora Canne Meijer und Wilma Driessen. 1950 nahm er die niederländische Staatsangehörigkeit an.

## Titel (Auswahl)
- Eine schwache Stunde (Hans May/Ernst Neubach)
- Schöner Gigolo (Odeon)
- Der kleine Landgendarm (Odeon 254090)
- Du hast längst mich vergessen (Henry Love/D. Beda)
- Oh Donna Clara (J. Peterburski)
- Ohne Worte lass uns scheiden (Edison Bell SS 947)
- Scheinbar liebst du mich (That’s My Weakness Now; Odeon A 86029 Ve 1406)
- Schenk mir ein bißchen Sonnenschein (Bruno Granichstädten/Ernst Marischka, Odeon 186336)
- Überlandpartie (mit Tilly Hauff; Odeon Odeon A186198)
- Wie sag ich´s meinem Mann (Theo Mackeben)